# Krámli Kinga
Krámli Kinga (Kiskunhalas, 1983. november 8. –) magyar énekesnő, előadóművész, dalszerző. A Fonogram-díjas Napra zenekar énekesnője, az Armenia jazz Quintet közreműködő énekese. 2012-től saját dalain dolgozik zenekarával, akikkel 2013-ban jelentették meg Mingu Ep címmel kislemezüket.

## Pályafutás
Kinga kisgyermekkora óta énekel, óvodásként állt először színpadon. 
Gimnazistaként kezdett el intenzíven a zenével foglalkozni, amikor is akkori énektanára és mentora indíttatására bekerült a Kincses zenekarba (népi vonós együttes) énekesként. A népzene világa nagyon nagy hatással volt rá, és a műfaj egyre mélyebb rétegeivel kezdett megismerkedni. A befektetett munka eredményeit díjai is jól bizonyítják, hiszen ekkorra már Kiemelt Nívódíjat, Török Erzsébet Díjat, Arany és Kiemelt Arany minősítéseket, Országos első helyezéseket és iskolájától pedig Pro Nobis Díjat tudhatott magáénak.	 
Tehetségét kamatoztathatta a Halas Táncegyüttes szólóénekeseként is (1999-2002), akikkel a világ számos pontján nagy sikerrel felléptek.
Főiskolai tanulmányait Budapesten folytatta (2002-2006), az ELTE Tanító- és Óvóképző Karán, tanító szakon, ének-zene műveltségi területén. A különböző zenei stúdiumok alkalmával megismert komolyzene igen nagy hatással volt rá, amely tágította műfaji határait. 
A népzene színpadi bemutatását a fővárosban is folytatta, hiszen 2004-ben negyedmagával megalapította a Fondor nevet viselő, autentikus népzenei együttest. 2007-ben pedig megjelent a szilágysági népzenét bemutató "Nótás Szilágy" című önálló albumuk. 
A népzene mellett egy teljesen ismeretlen zenei világ nyílt meg előtte, amikor 2004-ben a Napra zenekar énekesnője lett. A merőben új hangzásvilágot és zenei stílust bemutató zenekar számos hazai és külföldi szereplésen túl- pl.: 2007, Párizs, Zene Ünnepe- 2008-ban első lemezével elnyerte az Év hazai világzenei albuma kategória Fonogram-Díjat. A lemezen két világhírű angol producer bábáskodott: Ben Mandelson és Rob Keylock.
2010-ben jelent meg szintén nagy sikert arató második albumuk: "Holdvilágos" címmel. 
2013-ban részt vett hét énekestársával és a NaNe egyesülettel karöltve, a Nők a nőkért című koncertsorozatban, amely a nők elleni erőszakra hívta fel a figyelmet. 

## Diszkográfia
- Új élő népzene 8., 2002.
- Táncház- Népzene 2005.
- Új élő népzene 11., 2005.
- Új élő népzene 12., 2006.
- Balogh Kálmán és a Gipsy Cimbalom Band - Aven Shavale, 2007.
- Nótás Szilágy - Fondor, 2007.
- Jaj, a világ - Napra, 2007.
- Both Miklós - Radnóti, 2009.
- Cseh Tamás emléklemez - Eszembe jutottál, 2010.
- Holdvilágos - Napra, 2010.
- Naiv - Napra 2012.(EP)
- Mingu EP - Krámli Kinga, 2013.(EP)
- Rókatündér - MINGU

## Zenekarok
- 1999-2002 Kincses Zenekar énekese
- 1999-2002 Halas Táncegyüttes szólóénekese
- 2004-2009 Fondor Zenekar énekese
- 2004-től a Napra Zenekar énekese
- 2009-től az Armenia Jazz Quintet km. énekese
- 2012-től szóló zenei projektbe kezd
- 2015-től a MINGU zenekar énekese